# Lothar Emmerich
Lothar «Emma» Emmerich (Dorstfeld, Renania del Norte-Westfalia, 29 de noviembre de 1941-Hemer, Renania del Norte-Westfalia, 13 de agosto de 2003) fue un jugador y entrenador de fútbol alemán. En su etapa como jugador profesional se desempeñaba como delantero.

## Biografía
Antes de comenzar su carrera como futbolista, estudió una formación en mecánica automotriz. Se convirtió en el primer jugador en alcanzar los 100 goles en la Bundesliga, mientras que en todas las competiciones ligueras disputadas anotó un total de 279 goles, uno de los máximos goleadores del fútbol alemán. Del mismo modo, fue tildado por la prensa inglesa junto a su compañero en Dortmund, Sigfried Held, como los «terrible twins». Held era un rápido y habilidoso regateador y pasador, el complemento perfecto para el rematador Emma.
Fue después entrenador y, tras finalizar esta etapa, trabajó junto con Aki Schmidt como corresponsal del Borussia Dortmund hasta su fallecimiento. Su apodo dio nombre a la mascota del club, la abeja «Emma».
Murió de un cáncer de pulmón a la edad de 61 años.

## Selección nacional
Fue internacional con la selección de Alemania Federal. Formó parte del plantel subcampeón de la Copa del Mundo de 1966. Jugó la final en la que perdieron 4-2 contra el anfitrión Inglaterra.

### Participaciones en Copas del Mundo
| Mundial                        | Sede       | Resultado  | Partidos | Goles |
| ------------------------------ | ---------- | ---------- | -------- | ----- |
| Copa Mundial de Fútbol de 1966 | Inglaterra | Subcampeón | 4        | 1     |

## Estadísticas

### Clubes
Actualizado a fin de carrera deportiva.
| B. V. Borussia                 | 1960-61       | 1.ª           | 17  | 6   | —  | —  | —  | —  | 17  | 6   | 0.35 |
| B. V. Borussia                 | 1961-62       | 1.ª           | 11  | 4   | —  | —  | —  | —  | 11  | 4   | 0.36 |
| B. V. Borussia                 | 1962-63       | 1.ª           | 4   | —   | —  | —  | —  | —  | 4   | 0   | 0    |
| B. V. Borussia                 | 1963-64       | 1.ª           | 29  | 16  | 1  | —  | 7  | 1  | 37  | 17  | 0.46 |
| B. V. Borussia                 | 1964-65       | 1.ª           | 26  | 10  | 5  | 4  | 3  | —  | 34  | 14  | 0.41 |
| B. V. Borussia                 | 1965-66       | 1.ª           | 34  | 31  | 1  | —  | 9  | 14 | 44  | 45  | 1.02 |
| B. V. Borussia                 | 1966-67       | 1.ª           | 34  | 28  | 2  | 2  | 2  | —  | 38  | 30  | 0.79 |
| B. V. Borussia                 | 1967-68       | 1.ª           | 27  | 18  | 3  | 1  | —  | —  | 30  | 19  | 0.63 |
| B. V. Borussia                 | 1968-69       | 1.ª           | 33  | 12  | 1  | —  | —  | —  | 34  | 12  | 0.35 |
| Total club                     | Total club    | Total club    | 215 | 125 | 13 | 7  | 21 | 15 | 249 | 147 | 0.59 |
| Koninklijke Beerschot V. A. V. | 1969-70       | 1.ª           | 30  | 29  | 3  | 1  | —  | —  | 33  | 30  | 0.91 |
| Koninklijke Beerschot V. A. V. | 1970-71       | 1.ª           | 26  | 6   | 6  | 5  | —  | —  | 32  | 11  | 0.34 |
| Koninklijke Beerschot V. A. V. | 1971-72       | 1.ª           | 12  | 7   | 2  | 2  | —  | —  | 14  | 9   | 0.64 |
| Total club                     | Total club    | Total club    | 68  | 42  | 11 | 8  | 0  | 0  | 79  | 50  | 0.63 |
| S. K. Austria Klagenfurt       | 1972-73       | 1.ª           | 29  | 20  | 2  | 2  | —  | —  | 31  | 22  | 0.71 |
| S. K. Austria Klagenfurt       | 1973-74       | 1.ª           | 29  | 21  | 2  | 4  | 5  | 5  | 36  | 30  | 0.83 |
| Total club                     | Total club    | Total club    | 58  | 41  | 4  | 6  | 5  | 5  | 67  | 52  | 0.78 |
| F. C. Schweinfurt              | 1974-75       | 2.ª           | 30  | 16  | 1  | 2  | —  | —  | 31  | 18  | 0.58 |
| F. C. Schweinfurt              | 1975-76       | 2.ª           | 34  | 21  | 1  | —  | —  | —  | 35  | 21  | 0.6  |
| Total club                     | Total club    | Total club    | 64  | 37  | 2  | 2  | 0  | 0  | 66  | 39  | 0.59 |
| Würzburger F. V.               | 1976-77       | 2.ª           | 37  | 24  | —  | —  | —  | —  | 37  | 24  | 0.65 |
| Würzburger F. V.               | 1977-78       | 2.ª           | 5   | 1   | 2  | —  | —  | —  | 7   | 1   | 0.14 |
| Total club                     | Total club    | Total club    | 42  | 25  | 2  | 0  | 0  | 0  | 44  | 25  | 0.57 |
| F. C. Würzburger Kickers       | 1977-78       | 2.ª           | 25  | 9   | —  | —  | —  | —  | 25  | 9   | 0.36 |
| Total carrera                  | Total carrera | Total carrera | 472 | 279 | 32 | 23 | 26 | 20 | 530 | 322 | 0.61 |
| 1. 2. 3. 4.                    |               |               |     |     |    |    |    |    |     |     |      |

### Como entrenador
| Club                    | País             | Año       |
| ----------------------- | ---------------- | --------- |
| SpVgg Bayreuth          | Alemania Federal | 1981-1982 |
| Maguncia 05             | Alemania Federal | 1983-1984 |
| SSV Reutlingen          | Alemania Federal | 1986      |
| Eintracht Bad Kreuznach | Alemania Federal | 1986-1987 |
| KSV Klein-Karben        | Alemania Federal | 1988-1990 |
| SC Idar-Oberstein       | Alemania         | 1992-1996 |
| SG Weinsheim            | Alemania         | 1996-1997 |
| TuS Kirchweiler         | Alemania         | 1997-1999 |

## Palmarés

### Campeonatos nacionales
| Título             | Club                           | Año  |
| ------------------ | ------------------------------ | ---- |
| Campeonato de Liga | Borussia Dortmund              | 1963 |
| Copa               | Borussia Dortmund              | 1965 |
| Copa               | Koninklijke Beerschot V. A. V. | 1971 |

### Copas internacionales
| Título           | Club              | Año  |
| ---------------- | ----------------- | ---- |
| Recopa de Europa | Borussia Dortmund | 1966 |

### Distinciones individuales
| Distinción                                        | Año  |
| ------------------------------------------------- | ---- |
| Máximo goleador de la Recopa de Europa            | 1966 |
| Máximo goleador de la Bundesliga                  | 1966 |
| Máximo goleador de la Bundesliga                  | 1967 |
| Máximo goleador de la Primera División de Bélgica | 1970 |
| Máximo goleador de la 2. Bundesliga Süd           | 1977 |